# Kindelbrück
Kindelbrück – miejscowość i gmina (Landgemeinde) w Niemczech, w kraju związkowym Turyngia, w powiecie Sömmerda, siedziba wspólnoty administracyjnej Kindelbrück. Do 31 grudnia 2018 miasto.
1 stycznia 2019 do Kindelbrück przyłączono gminy Bilzingsleben, Frömmstedt oraz Kannawurf, które stały się jej dzielnicami (Ortsteil). 1 stycznia 2023 do gminy przyłączono gminę Riethgen.